# Монотип-XV

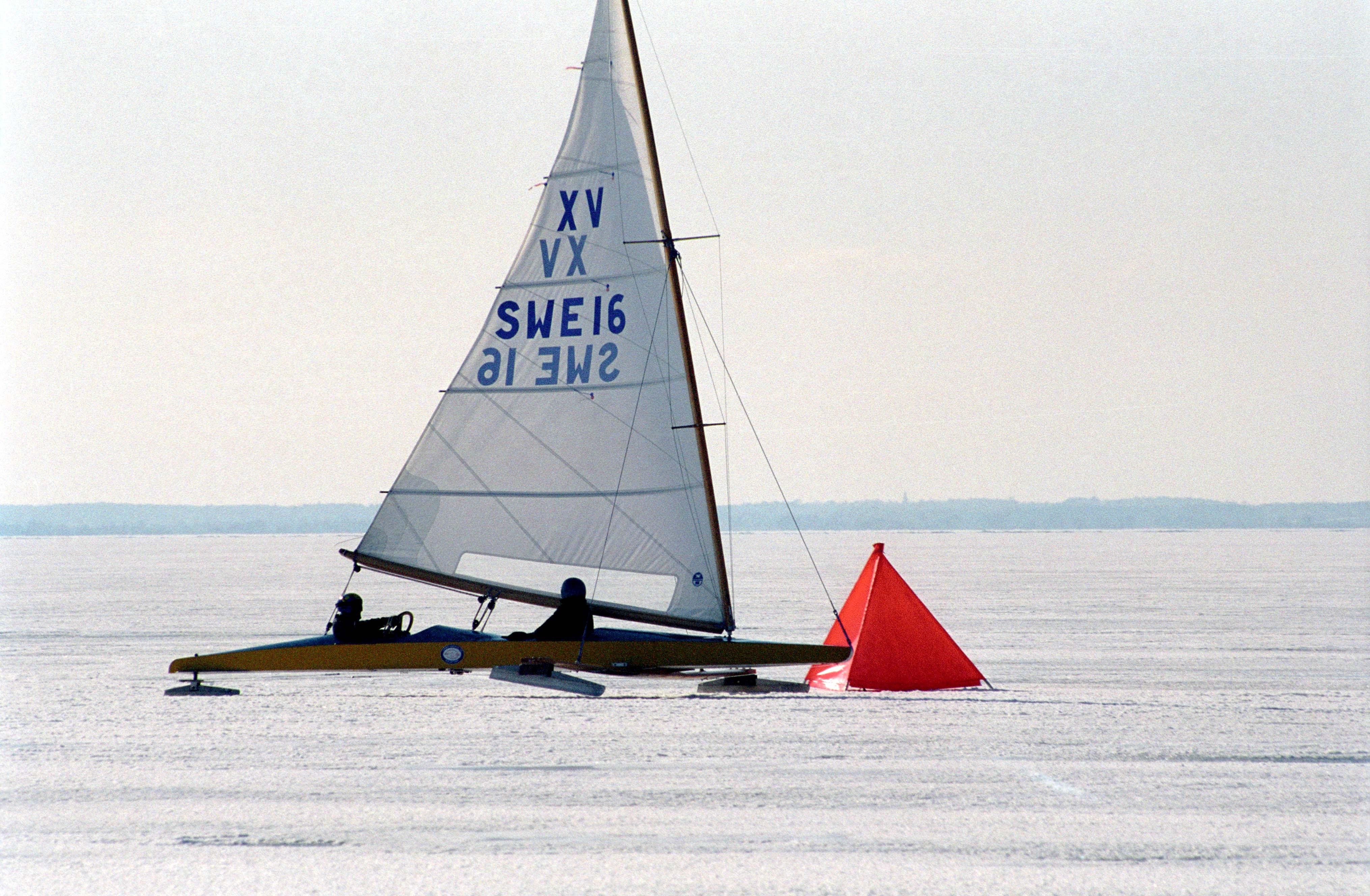
Буер «Монотип-ХV»

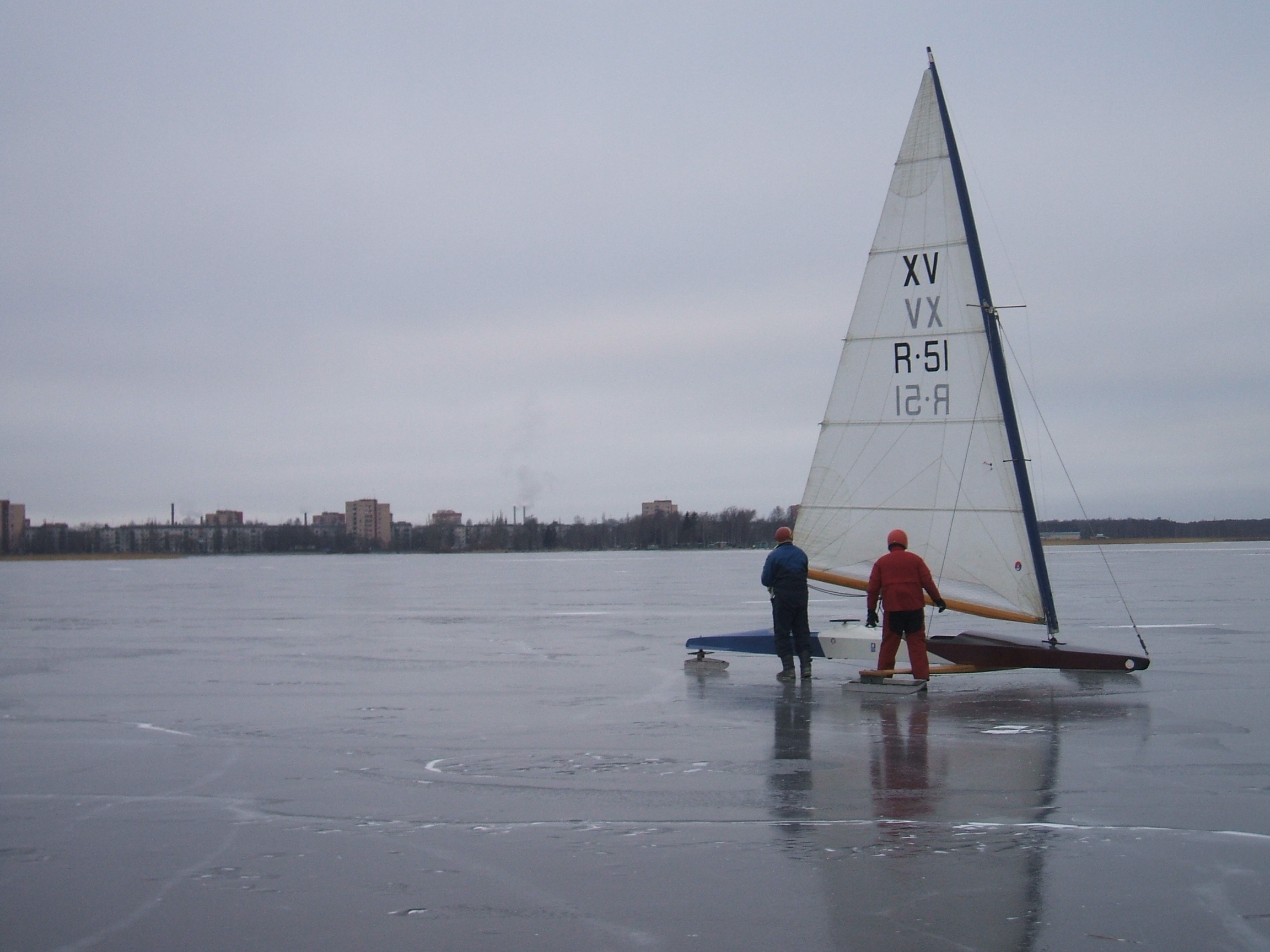
«Монотип-XV» на льду Сестрорецкого Разлива

Монотип-XV — исторический класс двухместных буеров с площадью паруса 15 м². Культивируется в Северной Европе и России.

## Конструкция
По правилам класса экипаж состоит из одного или двух спортсменов, располагающихся в кокпитах позади мачты. Буер несёт один парус. Корпус выполненный из сосновых реек и фанеры напоминает байдарку и опирается на три конька. Максимальная длина - 7,5 м, ширина перекладины - 4,2 м, высота мачты - 7,2 м. Минимальная масса буера в сборе - 205 кг. Коньки в плане находятся в вершинах равностороннего треугольника, задний конёк - рулевой.

## История
Буер класса Монотип-XV был создан в 1932 году в Эстонии конструктором Эриком фон Хольстом, сразу завоевал большую популярность и получил широкое распространение на территории Европы. В первые годы было построено более 200 ледовых яхт. 
Чемпионат Европы среди буеров класса Монотип-XV впервые был проведен в 1933 году в Латвии. Тогда участие приняли 4 буера. В последующие годы – до 1938-го – чемпионат проводился на регулярной основе с постоянно увеличивающимся количеством участников, советские спортсмены в них не участвовали.
Первенства СССР в классе Монотип-XV  проводились с 1946 года.
Участие России в чемпионатах Европы ведет отсчет с 1993 года, когда континентальные первенства в этом классе буеров были возобновлены в Санкт-Петербурге (24 участника, 16 – из России). С тех пор российские спортсмены регулярно выступают на данных соревнованиях и всегда занимают призовые места.
Неоднократными победителями и призерами чемпионатов Европы и мира были Анатолий Коновалов, Игорь Большаков, Вадим Бихлер, Олег Екимов, Андрей Никандров, Олег Васильев.